# Caló de S'Olí
La playa Caló de S'Olí o Punta de Sa Pedrera está situada en la isla de Formentera, en la comunidad autónoma de las Islas Baleares, España.
Comprende desde la Boca de S'Estany d'Es Peix hasta la Punta de Sa Pedrera. Es una playa en la que se entremezclan dunas, vegetación y piedras hasta el mismo borde del agua, por lo que confiere al entorno un aspecto salvaje.